# Plan Túpac Amaru
El Plan Túpac Amaru fue un plan aplicado por Francisco Morales Bermúdez en 1977 durante el llamado Gobierno Revolucionario de las Fuerzas Armadas. El plan tenía como objetivo la consolidación del proceso revolucionario iniciado por Juan Velasco Alvarado y paliar las consecuencias de la crisis económica que el Perú afrontaba desde 1975.

## Objetivos
Como reemplazo del Plan Inca, el Plan Túpac Amaru se concibió como la continuación de la revolución sin que esta sea comunista o capitalista. El Plan Túpac Amaru fue promulgado en octubre de 1977 teniendo como puntos importantes: la elaboración de una nueva constitución a través de una asamblea constituyente y un mayor énfasis en el papel dinámico de las inversiones privadas.